# Baltazaria tribax
Baltazaria tribax is een insect dat behoort tot de orde vliesvleugeligen (Hymenoptera) en de familie van de gewone sluipwespen (Ichneumonidae). De wetenschappelijke naam van de soort werd in 1903 gepubliceerd door Tosquinet.